# تشي تشي غونزاليس
تشي تشي غونزاليس (بالإنجليزية: Chi Chi Gonzalez) هو لاعب كرة قاعدة أمريكي، ولد في 15 يناير 1992 في بوينتون في الولايات المتحدة.

## وصلات خارجية
- تشي تشي غونزاليس على موقع دوري كرة القاعدة الرئيسي (الإنجليزية)
- تشي تشي غونزاليس على موقعبيزبول رفرنس.كوم (الدوري الرئيسي) (الإنجليزية)
- تشي تشي غونزاليس على موقعبيزبول رفرنس.كوم (الدوري الثانوي) (الإنجليزية)
- تشي تشي غونزاليس على موقع إي إس بي إن.كوم (أم.أل.بي) (الإنجليزية)
- تشي تشي غونزاليس على موقع مشجعي الرسوم البيانية (الإنجليزية)